# Elizabeth Stine
Elizabeth Gertrude Stine (gift Glasier), född 5 augusti 1905 i Bogota, New Jersey; död 15 november 1993 i Union, New Jersey; var en amerikansk friidrottare med hoppgrenar som huvudgren. Stine blev silvermedaljör vid den första damolympiaden 1922 och var en pionjär inom damidrott.

## Biografi
Stine föddes i Bogota, Bergen County, som barn till familjen Thomas Arthur Stine och dennes fru Consuelo Amelia Frost. Hon gick i skola vid "Leonia High School" i Leonia. Under skoltiden var hon aktiv friidrottare, den 13 maj 1922 satte hon (inofficiellt) världsrekord i tresteg med 10,32 meter under den första friidrottstävlingen för damer i USA vid Oaksmere i Mamaroneck. Under samma tävling vann hon även längdhoppsgrenen och slutade på bronsplats i 100 yards-loppet.
Stine deltog sedan i den första ordinarie damolympiaden den 20 augusti 1922 i Paris. Under idrottsspelen vann hon silvermedalj i längdhopp. Hon tävlade även i stafettlöpning men laget diskvalificerades.
Den 26 maj 1923 satte hon världsrekord i höjdhopp med 1,48 meter vid tävlingar i Leonia där hon slog Nancy Voorhees årsgamla rekord.
1925 deltog hon i de amerikanska mästerskapen i Pasadena, Kalifornien där hon tog guldmedalj i höjdhopp och slutade på en 4:e plats i längdhopp. Vid de amerikanska mästerskapen 1926 i Philadelphia, Pennsylvania tog hon silvermedalj i höjdhopp.
Stine gifte sig den 29 maj 1931 med Charles Fredick Glasier, paret fick 1 barn. Stine dog 1993 i Union, Union County, New Jersey.